# Michal Martikán
Michal Martikán (n. 18 mai 1979, Liptovský Mikuláš, Republica Socialistă Cehoslovacia, Cehoslovacia) este un canoist ce a reprezentat Slovacia, medaliat olimpic. A participat la 5 ediții ale Jocurilor Olimpice (1996, 2000, 2004, 2008, 2012) în care a câștigat două medalii de aur, două medalii de argint și o medalie de bronz.